# Comté d'Ingham
Le comté d'Ingham (en anglais : Ingham County) est un comté américain situé au centre de la péninsule inférieure de l'État du Michigan. Il abrite la capitale de l'État, la ville de Lansing, qui n'est cependant pas le siège de comté, ce dernier étant Mason. Lansing est la seule capitale d'État aux États-Unis qui n'est pas également un siège de comté. Selon le recensement de 2010, la population du comté d'Ingham est de 280 895 habitants, estimée à 290 186 habitants en 2017.

## Géographie
Le comté a une superficie de 1 453 km2, dont 1 448 km2 de terres.

### Comtés adjacents
| Comté de Clinton |                  | Comté de Shiawassee |
| Comté d'Eaton    | comté d'Ingham   | Comté de Livingston |
|                  | Comté de Jackson | Comté de Washtenaw  |

## Démographie
| Groupe            | Comté d'Ingham | Michigan | États-Unis |
| ----------------- | -------------- | -------- | ---------- |
| Blancs            | 76,2           | 79,0     | 72,4       |
| Afro-Américains   | 11,8           | 14,2     | 12,6       |
| Asiatiques        | 5,2            | 2,4      | 4,8        |
| Métis             | 4,0            | 2,3      | 2,9        |
| Autres            | 2,4            | 1,5      | 6,4        |
| Amérindiens       | 0,6            | 0,6      | 0,9        |
| Total             | 100            | 100      | 100        |
|                   |                |          |            |
| Latino-Américains | 7,3            | 4,4      | 16,7       |

Selon l'American Community Survey, pour la période 2011-2015, 91,50 % de la population âgée de plus de 5 ans déclare parler anglais à la maison, alors que 3,75 % déclare parler l’espagnol, 1,79 % une langue chinoise, 0,99 % l'arabe, 0,57 % le coréen, 0,56 % une langue africaine et 0,85 % une autre langue.